# Grands Express Aériens
Compagnie des Grands Express Aériens — скасована французька авіакомпанія, один з перших комерційних авіаперевізників в країні і в світі.

## Історія
Заснована 20 березня 1919 року і працювала на регулярних маршрутах аж до об'єднання 1 січня 1923 року з іншим французьким перевізником Compagnie des Messageries Aériennes з утворенням укрупненої авіакомпанії Air Union.
CGEA здійснювала регулярні польоти з Ле-Бурже (Париж) на лондонський аеродром Кройдон і в Лозанну, а з кінця жовтня 1921 року і в аеропорт Женеви. Компанія експлуатувала кілька літаків Farman F. 60 «Голіаф» і десять лайнерів Vickers Vimy, всі літаки раніше використовувалися як бомбардувальники й були перероблені в цивільні судна.

## Авіаподії
- 8 жовтня 1921 року. Літак Farman F. 60 Goliath здійснив аварійну посадку на аеродромі Сен-Інглевер департамент Па-де-Кале через виниклі проблеми з пропелером відразу після входження лайнера у повітряну зону над французьким узбережжям. Літак виконував регулярний міжнародний рейс з Ле-Бурже у Кройдон[5].
- 30 листопада 1921 року. Літак Farman F. 60 Goliath (реєстраційний F-GEAD) отримав пошкодження при жорсткій посадці поблизу села Сміт (графство), Велика Британія). Повітряне судно згодом пройшло ремонт і повернулося на регулярні маршрути[6].
- 11 лютого 1922 року. Літак Farman F. 60 Goliath (реєстраційний F-GEAI) був серйозно пошкоджений при жорсткій посадці у Фарнборо (графство Кент, Велика Британія). Списано[7].
- 7 квітня 1922 року над територією Пікардії в умовах поганої видимості зіткнулися Farman F. 60 Goliath (реєстраційний F-GEAD), який прямував регулярним рейсом з Ле-Бурже у Кройдон, і de Havilland DH.18A авіакомпанії Daimler Airway. Загинули всі сім чоловік на обох повітряних судах. Ця катастрофа стала першим зіткненням комерційних літаків у повітрі.